# Idioscopus nitellicus
Idioscopus nitellicus är en insektsart som beskrevs av Kuoh och Fang 1985. Idioscopus nitellicus ingår i släktet Idioscopus och familjen dvärgstritar. Inga underarter finns listade i Catalogue of Life.